# Аксиоматика Бахмана
Аксиоматика Бахмана —  система аксиом нейтральной и Евклидовой геометрий, построенная на понятии групп движений. 
Предложенная Фридрихом Бахманом.

## Обозначения
Переместительность двух элементов в группе, то есть выполнение тождества {\displaystyle a\cdot b=b\cdot a}  будет обозначаться {\displaystyle a|b}; при этом {\displaystyle a,b|c,d} означает 
одновременное выполнение {\displaystyle a|c}, {\displaystyle a|d}, {\displaystyle b|c} и {\displaystyle b|d}.
Дана группа {\displaystyle {\mathfrak {G}}} с выделенной инвариантной системой образующих  {\displaystyle {\mathfrak {S}}} состоящая из инволютивных элементов.
Элементы из {\displaystyle {\mathfrak {S}}} обозначаются малыми латинскими буквами.
Те инволютивные элементы из {\displaystyle {\mathfrak {G}}}, которые представимы как произведение двух элементов из {\displaystyle {\mathfrak {S}}} (то есть элементы вида {\displaystyle a\cdot b}, где {\displaystyle a,b\in {\mathfrak {S}}}) обозначаются большими латинскими буквами.

## Нейтральная геометрия
Аксиома 1. Для любых {\displaystyle P}, {\displaystyle Q} найдется {\displaystyle g} такой, что  {\displaystyle P,Q|g}.
Аксиома 2. Из {\displaystyle P,Q|g,h} следует, что {\displaystyle P=Q} или {\displaystyle g=h}.
Аксиома 3. Если {\displaystyle a,b,c|P}, то существует элемент {\displaystyle d} такой,что {\displaystyle a\cdot b\cdot c=d}.
Аксиома 4. Если {\displaystyle a,b,c|g}, то существует элемент {\displaystyle d} такой,что {\displaystyle a\cdot b\cdot c=d}.
Аксиома D. Существуют {\displaystyle g,h,j} такие, что {\displaystyle g|h}, и не имеет места ни одно из соотношений {\displaystyle j|g}, {\displaystyle j|h}, {\displaystyle j|g\cdot h}.

### Связь с обычными аксиомами
Этой системе аксиом удовлетворяют группы  евклидовой и неевклидовых плоскостей, если принять за {\displaystyle {\mathfrak {S}}} множество осевых симметрии.
При этом те инволютивные элементы группы, которые представимы как произведение двух элементов из {\displaystyle {\mathfrak {S}}}, окажутся при этом центральными симметриями.
Таким образом множество {\displaystyle {\mathfrak {S}}} можно отождествить с множеством прямых на плоскости, а множество инволютивных элементов группы представимых как произведение двух элементов из {\displaystyle {\mathfrak {S}}} с множеством точек.
При этом, 
- соотношение {\displaystyle P|a} означает то что точка {\displaystyle P} лежит на прямой {\displaystyle a}.
- соотношение {\displaystyle a|b} означает то что прямая {\displaystyle a} перпендикулярна прямой {\displaystyle b}; 
  - в этом случае {\displaystyle P=a\cdot b} есть точка пересечения {\displaystyle a} и {\displaystyle b}.

## Евклидова геометрия
Система для евклидовой геометрии пополняется двумя аксиомами
Аксиома R. Из {\displaystyle a,b|c} и {\displaystyle a|d} следует {\displaystyle b|d}.
Аксиома V. Для любых {\displaystyle a,b} всегда найдется {\displaystyle C}, что {\displaystyle a,b|C}, или найдется такая прямая {\displaystyle c}, что {\displaystyle a,b|c}.